# 林靜莉
林靜莉（英語：Jeannie Lam，1996年1月31日—），綽號莉莉菇，香港HOY TV女藝員、前科技資訊網站Unwire記者，現為香港電台主持。

## 簡歷
林靜莉童年時曾學習芭蕾舞，中學就讀於香港培正中學，大學畢業於香港樹仁大學新聞系，畢業後曾擔任空中服務員。母親是1979年度香港小姐季軍鍾慧冰，林建明為契母。
2022年9月1日，林靜莉於個人Instagram戶口發帖，上載一幅自己於大帽山玩仙女棒的照片。該帖文發出後，隨即惹來網民爭議，指林靜莉此舉有機會造成山火，亦有網民援引《香港法例》指任何人若未領有許可證燃放或致使他人燃放煙花爆竹即屬違法。其後，林靜莉將該照片刪去，並發出Instagram限時動態為事件道歉，又貼出捐款港幣1000元予香港戶外生態教育協會的轉賬紀錄。

## 影視作品

### 電視節目（ViuTV）
- 2021年：《阿女又戀嚟》參加者
- 2022年：《Auntie妳好》第5集嘉賓
- 2022年：《尾二一屆口罩小姐選舉》16強參賽者（秋香）

### 電視節目（香港開電視→HOY TV）
- 2021年：《細路開電視》主持
- 2021年：《30分鐘大放餸》主持
- 2021年：《你得我得大家得》主持
- 2022年：《一線搜查》主持

### 電視劇（其他）
- 2014年：《大凶捕》飾 張小曼／張小如
- 2023年：《疊影狙擊》飾 Mable

### 電台節目（香港電台）
- 2022年至今：《150遇上170》主持
- 2023年：《廣播九十五周年十大中文金曲》主持
- 2023年：《Made in Hong Kong 李志剛》代班主持

## 外部連結
- 林靜莉的Facebook專頁
- 林靜莉的Instagram帳戶